# Linguistica comparativa
La linguistica comparativa oppure linguistica contrastiva è quella parte della linguistica che affronta lo studio delle relazioni tra le lingue e l'evoluzione interna di ogni lingua secondo una tecnica di confronto delle fasi evolutive di una stessa area linguistica e di confronto tra le lingue affini.
In linguistica, il metodo comparativo è il procedimento di analisi e di ricostruzione delle lingue attraverso l'accostamento e il confronto di vari elementi, sia all'interno di un medesimo idioma sia tra idiomi differenti. In linguistica storica, il metodo comparativo è una tecnica applicata dai linguisti per dimostrare le relazioni genetiche tra le lingue, mentre in linguistica comparativa è uno strumento volto a determinare la regolarità (o l'assenza) di determinati fenomeni evolutivi all'interno di uno stesso idioma.
Il comparativismo relativo alla linguistica ha avuto particolare rilievo nel campo dell'indoeuropeistica, ossia la scienza che mira alla ricostruzione dell'estinta e preistorica lingua protoindoeuropea a partire dalle sue eredi storiche. Introdotto sistematicamente da Franz Bopp e da Rasmus Rask negli anni dieci del XIX secolo, il metodo ha consentito, attraverso la comparazione fonetica, lessicale e grammaticale delle lingue indoeuropee, una ricostruzione approssimativa della lingua indoeuropea, divenendo il cardine della linguistica storico-comparativa.
All'interno di una singola lingua, il metodo consiste nel raffrontare sistematicamente vari elementi simili all'interno di un idioma, per determinarne le regolarità e, di conseguenza, le leggi di evoluzione. Un esempio di questo genere di applicazione è la legge di Grimm, che descrive l'evoluzione dal protoindoeuropeo al protogermanico delle consonanti occlusive.

## Caratteristiche
La linguistica comparativa, dunque, è uno studio che si sviluppa entro i confini dell'evoluzione storica e le fasi che ne contrassegnano i momenti di cambiamento e di differenziazione.
Un sistema comparativo, appunto, che analizza il sovrapporsi dei vari stadi di trasformazione della lingua attraverso le contaminazioni che via via si accumulano nel tempo sotto la spinta di successivi mutamenti morfologici e fonematici.
Così il valore significante assume, di volta in volta, significati nuovi che sostituiscono quelli precedenti e si innervano nella nuova struttura antropologico-culturale che le ha generate.
Si pensi per esemplificare alla cosiddetta legge fonetica, ormai consolidata e derivante dall'analisi comparativa dei fonemi, la quale impone che dato un suono qualsiasi x, quando esso si trasforma per effetto delle contingenze in un suono y, la stessa trasformazione avviene con regolarità in ogni occorrenza di x stanti uguali condizioni nello stesso momento storico definito.

La mutazione dei fonemi segue (o concorre) con la mutazione dei morfemi. Si veda nella lingua francese la sorte subita dalla ē (lunga latina volgare) la cui forma sonora attuale corrisponde al suono "oi".
Alcuni esempi:
- sē = soi
- mē = moi
- tē = toi
- lēgem = loi
- mēnsis = mois
- crēdere = croire

Appartengono ai campi di ricerca della linguistica comparativa:
- La linguistica storico-comparativa (linguistica diacronica), fondata nel XIX secolo e oggetto di indagini con l'aiuto del confronto linguistico, che è riuscito a redigere la stesura di famiglie linguistiche presenti fra le varie lingue, così come l'origine di queste. Da queste ricerche sono nate diverse discipline come la linguistica indoeuropea, la semitistica o l'ugro-finnistica. La presunta parentela linguistica viene chiamata parentela genetica in linguistica.

- La linguistica contrastiva, denominata soprattutto in Europa dell´Est anche linguistica confrontativa, che confronta fra loro le lingue dal punto di vista sincronico, si concentra soprattutto sulla tipologia linguistica e sulla didattica delle lingue straniere (ad esempio la ricerca di possibili interferenze linguistiche, i problemi dell'acquisizione delle lingue straniere, ecc.). Se le lingue esaminate sono in contatto l'una con l'altra, si parla di linguistica di contatto.

- La tipologia linguistica

- Le scienze letterarie di confronto (Comparativistica).

## Origini della linguistica comparativa

### L'evoluzione linguistica come era vista nell'antichità
L'idea di mutamento linguistico non era molto chiara agli antichi in quanto adducevano al bisogno il motivo base della nascita di parole nuove.
Ad esempio Quinto Orazio Flacco scrive:
(Ars poetica vv.70-71)
tuttavia, non andavano per lo più oltre l'idea dell'innovazione del lessico, considerando gli arcaismi lessicali, sintattici e morfologici dei poeti non altro che licentiae dettate da ragioni di ordine stilistico, metrico e ritmico.
Anche sul piano delle parentele linguistiche, né i greci né i latini andarono molto oltre qualche occasionale intuizione: Platone (Cratilo 410 a), notava l'affinità esistente fra parole greche come ὕδωρ e κύων e i loro corrispondenti in frigio, ma non andò oltre l'idea che esse fossero prestiti.
Aristotele, spiegando in termini di trasposizione, sottrazione o scambio di lettere gli arcaismi di Omero come licenze poetiche, finiva addirittura per far derivare forme arcaiche da forme più recenti delle stesse parole (Poetica 1458 a), denunciando il fissismo della sua visione del linguaggio.
Nella Roma dell'età imperiale, il grammatico Rufio Festo notava la corrispondenza fra l'aspirazione iniziale di molte parole greche e la sibilante con cui cominciavano i termini corrispondenti in latino (ὑλή → silva; ἕξ → sex;  ἑπτά → septem): ne ricavò l'idea che il latino fosse un particolare dialetto greco, affine all'eolico, con cui condivideva la baritonesi (tendenza a non accentare l'ultima sillaba).

La torre di Babele (1563), Pieter Brueghel il Vecchio

Lo stato delle ricerche non cambiò molto nel Medioevo e nel Rinascimento. L'umanista Giuseppe Giusto Scaligero (1540-1609) ebbe l'intuizione della parentela fra le lingue, identificando undici lingue madri, fra cui la radice comune del germanico, che lui chiamò lingua Gott (dal tedesco Gott: Dio), ma si limitò a paragonarne il lessico. Il mercante e letterato toscano Filippo Sassetti (1540-1588), in India per ragioni d'affari, si spinse un po' oltre, notando alcune somiglianze tra le lingue europee e quelle indiane, ma anch'egli non si discostò dai paragoni lessicali.

### La nascita del metodo comparativo
Solo con la fine del Settecento le cose cominciarono a cambiare. Il metodo comparativo ebbe il suo precursore in Christian Jacob Kraus (1753-1807), il quale definì il concetto di tavola comparativa tra forme grammaticali delle lingue. Nel 1781 Johann Christoph Adelung definì i concetti di varietà dialettale, lingua imparentata, e lingua totalmente differente rispetto a una qualsiasi lingua coinvolta in un esame comparatistico.
Il salto di qualità che portò alla formulazione dell'ipotesi di una lingua madre comune per le lingue antiche d'Europa avvenne grazie a una circostanza storica ben precisa, l'avvicinamento della cultura europea a quella antica indiana, all'epoca della conquista dell'India da parte dell'Inghilterra. Nel 1786 l'alto magistrato del Bengala Sir William Jones (1746-1794) tenne una conferenza il cui testo pubblicato nel 1788 apprezzava la struttura della lingua sanscrita, avanzando l'ipotesi che il latino, il greco, il celtico, il gotico e il sanscrito scaturissero "da una fonte comune che forse non esiste nemmeno più": nacque così l'ipotesi di una lingua madre ancestrale di tutte le parlate dell'India e dell'Europa.

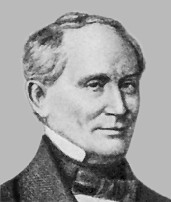
Franz Bopp

L'ipotesi di Jones cadde però nell'oblio, tanto che l'idea fu riproposta da Friedrich Schlegel (1772-1829), nel suo libro Über die Sprache und Weisheit der Indier ("Sulla lingua e la saggezza degli Indiani") 1808, nel quale per la prima volta si parla di grammatica comparativa (vergleichende Grammatik). Ma solo con Franz Bopp (1791-1867) e il suo storico Konjugationssystem ("Sistema delle coniugazioni") 1816, si giunse a una definitiva formulazione dei principi concreti e sistematici dell’analisi linguistico-comparativa, e all'ingresso del programma enunciato da Jones e Schlegel nell'ambito della linguistica propriamente detta. Bopp fu il primo a fondare le definizioni di Adelung su due indicazioni essenziali:
1. la concordanza del materiale linguistico
2. la concordanza della struttura grammaticale.

La piena messa a punto delle metodologie della linguistica storica si ha infine con Jakob Grimm (1785-1863) e con la sua monumentale Deutsche Grammatik, che pone le basi della filologia germanica e fornisce strumenti e materiali essenziali alla linguistica indoeuropea.

### I primi studi scientifici
Come si vede la linguistica comparativa nasce in Europa fra la fine del Settecento e l'inizio dell'Ottocento, in area germanica, nel clima culturale creato dal Romanticismo. Le prime lingue indoeuropee ad essere confrontate fra di loro, e a essere riconosciute come sottofamiglia della lingua madre, furono appunto le lingue germaniche, oggetto delle fondamentali analisi di Grimm, il quale formulò la famosa legge fonetica della rotazione consonantica o Lautverschiebung (dal ted. Laut, "suono, fonema", + Verschiebung, "spostamento, slittamento" -cfr. l'inglese shift), che descrive l'esito particolare che in germanico hanno le consonanti occlusive indoeuropee. Con la formulazione della sua legge, Grimm definiva anche, più in generale, il concetto di mutamento fonetico come un fenomeno specifico delle lingue, dotato di regolarità e occorrente in particolari condizioni di articolazione della parola. Il germanico veniva così con Grimm acquisendo un volto linguistico definito, come sottogruppo dell'indoeuropeo.

## Critiche alla linguistica comparativa
I linguisti contemporanei condividono ancora le basi originarie del metodo comparativo, cioè:
- che le lingue cambiano nello spazio e nel tempo;

- che il confronto diretto a stabilire parentele fra lingue non può prescindere dalle strutture delle lingue medesime, e non può essere condotto sulla base di apparenti assonanze e pseudoetimologie, ma va fondato sull'analisi sistematica dei documenti in effettivo possesso dei linguisti, degli storici e degli archeologi.

Tuttavia il vecchio metodo basato sulla derivazione genetica mostra alcune gravi debolezze.  Negli ultimi anni, sono state avanzate fondamentali proposte di integrazione metodologica, la principale delle quali è il confronto lessicale di massa.

### L'ipotesi neogrammatica
La prima debolezza della linguistica comparativa è l'assunto, portato alle estreme conseguenze dai neogrammatici (Osthoff, Brugmann e Leskien), che "le leggi fonetiche non ammettono eccezioni".  Quest'assunto è problematico anche su base teorica: il fatto stesso che lingue diverse si evolvano secondo leggi di cambiamento fonetico differenti sembra indicare un grado di arbitrarietà nell'evoluzione linguistica.  Inoltre, una volta accettato che i cambiamenti fonetici possano essere condizionati dal contesto secondo regole piuttosto complicate, si apre la strada a "leggi" che riguardano solo poche parole, o anche una singola parola; cosa logicamente equivalente ad ammettere eccezioni alle leggi più ampie.  Questo problema ha condotto alcuni critici ad una posizione radicalmente opposta, riassumibile nella massima "ogni parola ha la sua storia", il che non implica però che tale storia possa essere ricostruita arbitrariamente solo sulla base di orientamenti ideologici o estetici -semmai il richiamo è diretto a massimizzare il rigore dei controlli, per evitare di scorgere leggi fonetiche comuni, là dove si hanno semplici convergenze casuali. Si tenga presente, tuttavia, che già molti esponenti della linguistica neogrammatica non avevano una concezione rigida delle leggi fonetiche, affermando che esse spiegavano i fenomeni solo in generale, "in der Masse".

#### Prestiti e mutamenti sporadici
Anche i neogrammatici riconoscevano che, a parte le leggi di mutamento fonetico di validità generale, le lingue sono anche soggette a prestiti da altre lingue ed altri cambiamenti sporadici (inflessioni irregolari, composizione, abbreviazione) che riguardano una parola per volta, o piccoli gruppi di parole.
Anche se i prestiti dovrebbero essere esclusi dall'analisi, essendo per definizione non genetici, aggiungono rumore ai dati, e così possono nascondere leggi sistematiche o distorcerne l'analisi. Inoltre, c'è il pericolo di un ragionamento circolare - cioè, di ipotizzare che una parola sia stata presa in prestito solo perché non si adatta alle ipotesi correnti di cambiamento fonetico regolare.
Le altre eccezioni alle leggi fonetiche sono un problema più grave, perché avvengono nella trasmissione linguistica genetica.  Un esempio di cambiamento sporadico, senza apparente ragione logica, è la parola spagnola palabra ("parola"). Per i mutamenti regolari dal latino, dovrebbe essere diventata *parabola, ma la r e la l si sono scambiate di posizione per metatesi sporadica.
In linea di principio, questi cambiamenti sporadici, accumulandosi, oscurano sempre più le leggi sistematiche, ed alla fine impediscono di riconoscere relazioni genetiche fra le lingue, o portano alla ricostruzione errata di protolingue e alberi linguistici.

#### Analogia
Una fonte di mutamenti sporadici riconosciuta dagli stessi neogrammatici è l'analogia, in cui una parola viene cambiata per avvicinarsi ad un'altra parola che viene considerata in qualche modo collegata.  Ad esempio la parola "nove" in russo, per i mutamenti regolari dal protoslavico, dovrebbe essere */nʲevʲatʲ/, ma in realtà è /dʲevʲatʲ/. Si pensa che la nʲ- iniziale sia mutata in dʲ- per l'influenza della parola /dʲesʲatʲ/ ("dieci").

#### Applicazione graduale
Più recentemente, William Labov ed altri linguisti che hanno studiato i mutamenti linguistici contemporanei in dettaglio hanno scoperto che anche un mutamento sistematico viene dapprima applicato in maniera non sistematica, in una percentuale dipendente da vari fattori sociali. Spesso il mutamento inizia a riguardare alcune parole nella lingua, e poi si diffonde gradualmente ad altre.  Queste osservazioni indeboliscono la formulazione estremistica dell'assioma neogrammatico: "le leggi fonetiche non hanno eccezioni".

### Problemi del modello ad albero
Un'altra debolezza del metodo comparativo è la dipendenza dal cosiddetto modello ad albero (Stammbaum). In questo modello, le lingue figlie sono considerate diramazioni che gradualmente si distanziano sempre più dalla protolingua, attraverso l'accumulo di mutamenti fonologici, morfosintattici e lessicali; e a loro volta si dividono in ulteriori lingue figlie. Questo modello è usualmente rappresentato da diagrammi ad albero rovesciato. Ad esempio, ecco un diagramma (incompleto) delle lingue uto-azteche, parlate in Messico e negli Stati Uniti sudoccidentali:
Si noti che il modello ad albero non riflette la realtà dei mutamenti linguistici. Poiché le lingue cambiano gradualmente, vi sono lunghi periodi in cui dialetti diversi di una lingua evolvendosi in lingue separate, rimangono in contatto e si influenzano l'un l'altro.  Anche una volta separate, lingue geograficamente vicine continueranno ad influenzarsi, spesso condividendo innovazioni grammaticali, fonologiche e lessicali.  Un cambiamento in una lingua di una famiglia si diffonderà spesso a lingue vicine; e più cambiamenti possono sovrapporsi parzialmente, come onde sulla superficie di uno stagno, attraversando i confini di lingue e dialetti, ognuno con un proprio ambito casualmente delimitato (Fox 1995:129). Il diagramma seguente illustra questa concezione del mutamento linguistico, chiamata modello ad onda:
Questa è una riformulazione integrale delle basi del metodo comparativo neogrammatico, che si era fondato interamente sull'assunto che ogni lingua abbia un singolo precursore genetico, e che la relazione genetica tra due lingue sia dovuta alla loro derivazione da un antenato comune.
Il modello proposto dalla teoria delle onde è piuttosto diverso. In pratica, rispetto al vecchio concetto di derivazione genetica, affine a un determinismo di tipo quasi meccanicistico, l'evoluzione della linguistica comparativa verso la teoria delle onde somiglia a quello che è nella storia della fisica il passaggio dall'idea di azione per contatto, all'idea di campo di forze. Al centro della teoria delle onde, fondamentale per la dialettologia, sta il concetto di isoglossa, che definisce sul territorio una linea di confine su cui si registrano singoli fenomeni linguistici notevoli (innovazioni fonetiche, morfosintattiche e lessicali).

### Non-uniformità della protolingua
Un'altra ipotesi implicita nella metodologia del metodo comparativo deterministico ottocentesco, è che la protolingua sia uniforme.  Però, anche in comunità linguistiche piccolissime vi sono sempre differenze dialettali, basate sulla località, sul genere, sulla classe, o su altri fattori (ad esempio, la lingua Pirahã del Brasile è parlata da qualche centinaio di persone, ma ha almeno due dialetti diversi, uno parlato dagli uomini, l'altro dalle donne). Perciò, la singola protolingua ricostruita sarà, con tutta probabilità, una lingua mai esistita, a meno di non considerarla un diasistema, cioè, appunto, un insieme di varianti dialettali coesistenti e reciprocamente intelligibili in un dato momento della storia.

### Lingue creole
Frequente è il caso che l'influsso di una lingua di superstrato, sovrappostasi cioè a una lingua preesistente, determini la creazione di una lingua ibrida, o creola. Il fenomeno è designato col termine di ibridazione linguistica o creolizzazione. Fenomeni di creolizzazione a largo raggio, che interessino più lingue vicine in un'area più o meno vasta, per il sovrapporsi di influssi di adstrato, determinano il nascere di una "lega linguistica", vale a dire un gruppo di dialetti in origine non imparentati, che finiscono per convergere evolutivamente.
La creolizzazione linguistica rende problematica la ricostruzione di fasi arcaiche dell'evoluzione delle lingue.

### Soggettività della ricostruzione
Anche se l'identificazione di corrispondenze fonetiche sistematiche tra lingue note è piuttosto obbiettiva, fermi restando i principi della corrispondenza della struttura grammaticale e del lessico fondamentale come criterio di comparazione, la ricostruzione del fonema ancestrale ha comunque una componente soggettiva più o meno forte, a seconda del ricercatore.
Poiché la ricostruzione di una protolingua richiede molte scelte di questo tipo, la probabilità di fare una scelta sbagliata è altissima. Cioè, qualsiasi protolingua ricostruita è quasi certamente scorretta; è un costrutto artificiale accettato per convenzione, non per dimostrazione rigorosa. Questi errori nascosti pagano dazio quando si confrontano due protolingue ricostruite allo scopo di costruire alberi genealogici più ampi. Spesso, anzi, il tentativo di confronto fra protolingue diverse o fra diversi modelli di ricostruzione della stessa protolingua, viene ricercato appositamente per sceverare i dati effettivamente obbiettivi da quelli inquinati dalla componente soggettiva dei ricercatori.

## Giudizio complessivo
Alla luce di queste critiche, occorre essere prudenti con le ricostruzioni e gli alberi ottenuti dal metodo comparativo.  La maggior parte dei linguisti comunque continua ad usarlo, pur riconoscendone i difetti. Fox (1995:141-2), ad esempio, conclude: